# مایکل ادوارد رایان
مایکل ادوارد رایان (انگلیسی: Michael E. Ryan؛ زادهٔ ۲۴ دسامبر ۱۹۴۱) ژنرال بازنشسته نیروی هوایی ایالات متحده آمریکا است، که از ۱۹۹۷ تا ۲۰۰۱ به‌عنوان شانزدهمین رئیس ستاد نیروی هوایی فعالیت می‌کرد. پدر وی؛ جان دیل رایان هفتمین رئیس ستاد نیروی هوایی بود و تنها پدر و پسری هستند که با درجه ژنرالی در این جایگاه خدمت کرده‌اند.
رایان فعالیت نظامی را از سال ۱۹۶۵ در نیروی هوایی آمریکا آغاز کرد و در خلال جنگ ویتنام، خلبان جنگنده اف-۴ بود و در ۱۰۰ عملیات جنگی حضور داشت. او تا سال ۱۹۹۶ به ترتیب فرماندهی اسکادران ۶۱ تاکتیکی، بال ۴۳۲ تاکتیکی هوایی و نیروی هوایی شانزدهم را برعهده داشت. وی از ۱۹۹۶ تا ۱۹۹۷ فرمانده نیروهای هوایی ایالات متحده آمریکا در اروپا و آفریقا بود.